# Владимир Фирм
Владимир Фирм (сербохорв. Владимир Фирм, 5 червня 1923, Загреб — 17 листопада 1996) — югославський футболіст, що грав на позиції нападника, зокрема, за клуби «Партизан», «Локомотива» і «Золотурн», а також національну збірну Югославії.
Дворазовий чемпіон Югославії. Володар кубка Югославії.

## Клубна кар'єра
У футболі дебютував 1941 року виступами за команду ХЖШК, в якій провів два сезони.
Своєю грою за цю команду привернув увагу представників тренерського штабу клубу «Партизан», до складу якого приєднався 1946 року. Відіграв за белградську команду наступні три сезони своєї ігрової кар'єри. За цей час двічі виборював титул чемпіона Югославії і став володарем кубка Югославії.
1949 року повернувся до клубу «Локомотива». Цього разу провів у складі його команди шість сезонів.  У складі загребської «Локомотиви» був одним з головних бомбардирів команди, маючи середню результативність на рівні 0,49 голу за гру першості.
Протягом 1956—1957 років захищав кольори «Загреба».
З 1957 року два сезони захищав кольори німецького клубу «Ной-Ізенбург 03».
Завершив професійну ігрову кар'єру у швейцарському клубі «Золотурн», за команду якого виступав протягом 1959—1962 років.

## Виступи за збірну
1947 року дебютував в офіційних матчах у складі національної збірної Югославії. Протягом кар'єри у національній команді провів у її формі 3 матчі.
У складі збірної був учасником чемпіонату світу 1950 року у Бразилії, футбольного турніру на Олімпійських іграх 1952 року у Гельсінкі, де разом з командою здобув «срібло».
Був присутній в заявці збірної на чемпіонаті світу 1950 року у Бразилії, але на поле не виходив.
Помер 17 листопада 1996 року на 74-му році життя.

## Титули і досягнення
- Чемпіон Югославії (2):

«Партизан»: 1946-1947, 1948-1949
- Володар Кубка Югославії (1):

«Партизан»: 1947
- Срібний олімпійський призер: 1952